# Cắt mỏ

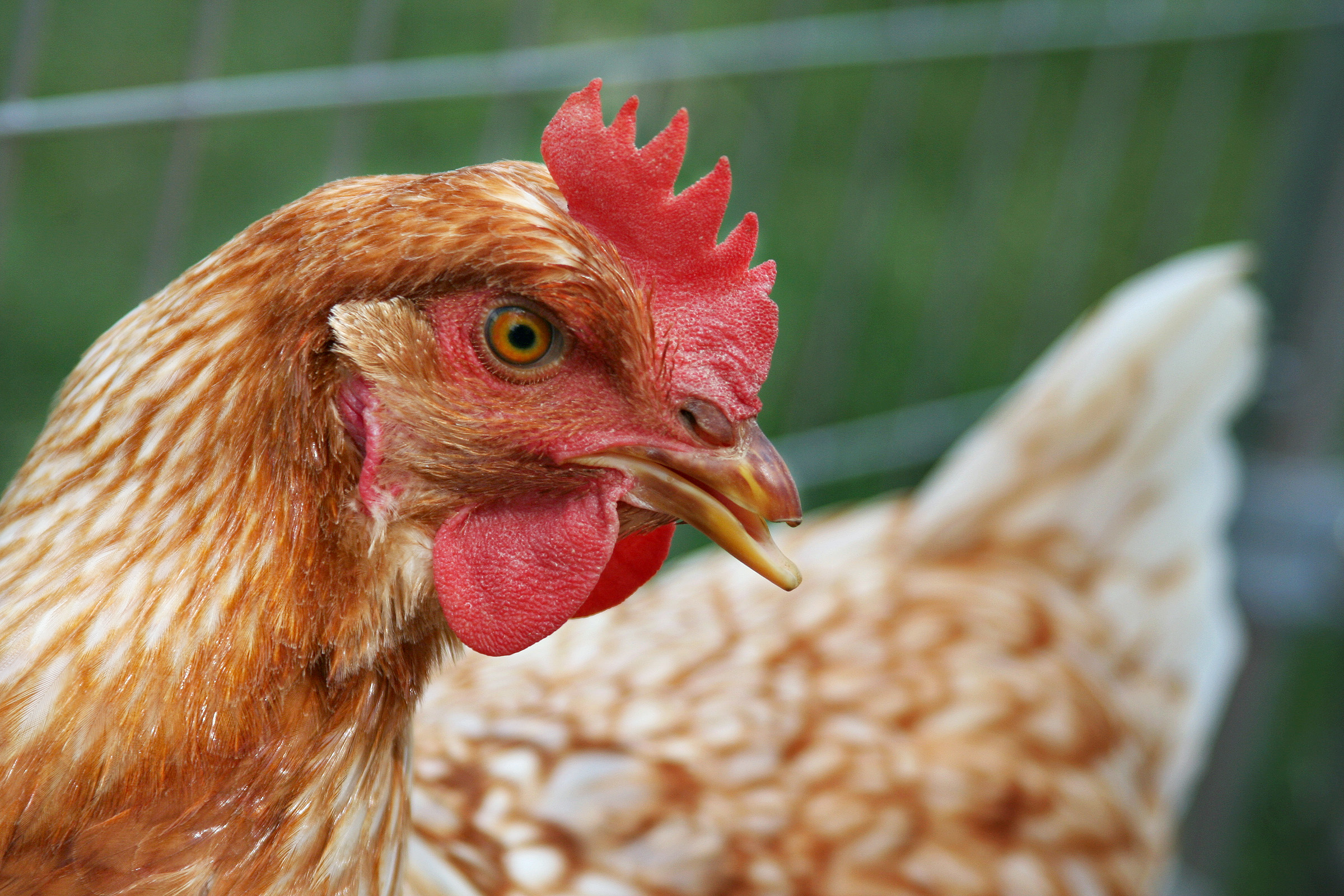
Một con gà mái đã được cắt phần mỏ trên

Cắt mỏ (Debeaking) hay mài mỏ là việc cắt bỏ một phần mỏ của gia cầm, đặc biệt là gà đẻ và gà tây nhà mặc dù việc cắt mỏ cũng có thể được thao tác trên chim cút nhà và vịt nhà. Cắt mỏ phổ biến nhất ở các dòng gà đẻ trứng.  Cắt mỏ được xem là một biện pháp phòng ngừa để giảm thiệt hại do vết mổ gây thương tích như ăn thịt đồng loại, mổ lông và mổ lỗ hậu và do đó cải thiện khả năng sống của gà. Trong bầy gà được cắt mỏ có một cuộc sống yên bình hơn và giảm được sự cố rõ rệt. Gà bị cắt mỏ thường sẽ bị xấu mã và sức tiêu thụ giảm, đặc biệt gà bị cắt mỏ thường sẽ ít khi được dùng để thờ cúng vào các dịp đặc biệt. Tuy nhiên người ta vẫn cắt mỏ gà bởi hiệu quả mà chúng mang lại là rất nhiều đặc biệt là đối với gà nuôi tập trung.

## Mục đích
Đây là biện pháp để giải quyết vấn đề nan giải mà trong chăn nuôi gà công nghiệp thường thấy như hiện tượng gà trong một đàn mổ nhau, ăn lòng, ăn thịt nhau, còn gà đẻ có thể dễ dàng mổ vỡ trứng, mổ hậu môn, làm rách trực tràng, moi ruột con khác và ăn ruột. Khi đã xẩy ra hiện tượng này, sự phát triển thường theo hướng ngày càng tăng và gây thiệt hại về kinh tế dẫn đến có trường hợp không thể tiếp tục công việc chăn nuôi được, cắt mỏ gà để tiết kiệm thức ăn tiêu tốn cho một đơn vị sản phẩm do hạn chế được lượng thức ăn rơi vãi và tăng hiệu quả hấp thụ thức ăn. Cụ thể là:
- Hạn chế và phòng chống được việt cắn mổ lông lẫn nhau ở gà, ổn định gà trong chuồng nuôi.
- Giúp gà hạn chế được xây sát, bị thương dẫn đến xệ cánh, giảm tỉ lệ gà bị chết do nhiễm trùng bệnh tật.
- Gà hay ăn chóng lớn và không mất nhiều năng lượng cho việc đánh nhau.
- Đối với gà đẻ, cắt mỏ hạn chế dược tình trạng mổ trứng, giảm thiểu các rủi ro gây thiệt hại cho người nuôi.
- Giải pháp giúp người chăn nuôi tăng mật độ gà trên cùng một diện tích nuôi, đặc biệt là ở trang trại có diện tích bị hạn chế.

Ở một số quốc gia, chẳng hạn như Hoa Kỳ, gà tây thường được cắt bớt mỏ. Ở Anh thì chỉ 10% gà tây được cắt bớt mỏ. Gà thịt thương phẩm không được cắt mỏ thường xuyên khi chúng đạt trọng lượng giết mổ khi khoảng 6 tuần tuổi, tức là trước khi bắt đầu mổ vết thương. Tuy nhiên, đàn gà thịt giống có thể được cắt tỉa để tránh thiệt hại trong quá trình phối giống. Ở một số quốc gia, việc cắt tỉa mỏ được thực hiện như một biện pháp cuối cùng khi các giải pháp thay thế được coi là không khả thi hoặc không phù hợp. Cắt mỏ cho gà mang lại nhiều lợi ích như hạn chế cơ bản được hiện tượng gà cắn mổ nhau, gà ăn thức ăn ít rơi vãi (giảm 4-5% lượng thức ăn rơi vãi khi gà mổ thức ăn) và không ảnh hưởng tới sự tăng trưởng của gà.

## Phương pháp
Cắt mỏ gà bằng máy là phương pháp được thực hiện ở các cơ sở chăn nuôi có số lượng lớn hàng ngàn con. Máy cắt có một lưỡi dao được nung đỏ bằng điện năng, có một kỹ thuật viên chuyên làm công việc cắt mỏ. Cắt mỏ bằng phương pháp thủ công áp dụng trong chăn nuôi gà công nghiệp ở quy mô hộ gia đình. Nếu cắt mỏ gà bằng dao hoặc kéo theo cách thông thường sẽ vừa tốn thời gian mà còn làm gà đau, nhiều con bị chảy máu, bỏ ăn, chậm lớn. Sau khi gà được cắt mỏ cần theo dõi quan sát trong vài giờ, nếu có con nào chảy máu vết cắt thì dùng dao nung đỏ cà lại vết cắt. Nếu vết cắt khô, không chảy máu thì đưa gà vào chuồng.
Chỉ nên cắt mỏ gà sau 12 ngày tuổi vì ở ngày tuổi trước đó, gà được cắt mỏ dễ bị choáng và sốc (Stress) và do mỏ còn quá nhỏ nên việc thực hiện khó chính xác. Đối với giống gà nuôi đẻ: Thực hiện cắt mỏ ở 4 tuần tuổi, cắt lại mỏ ở 18 tuần tuổi và sau đó từ 4 đến 6 tháng cắt lại tùy theo mức độ phát triển của mỏ gà. Đối với gà nuôi lấy thịt: Nếu nuôi với số lượng hàng ngàn con thì nên cắt mỏ lúc 2 tuần tuổi, còn trường hợp nuôi với số lượng ít hơn, khi nào thấy hiện tượng mổ nhau thì mới can thiệp cắt mỏ.
Phần mỏ cần cắt có tỷ lệ độ dài từ 1/3 đến 1/2 của phần mỏ trên và tương ứng với 1/4 và 1/3 của phần mỏ dưới. Đối với gà 2 đến 4 tuần tuổi, lần đầu thực hiện cắt 1/3 mỏ trên và 1/4 mỏ dưới. Đối với gà đẻ giống Lơgor, ở 18 tuần tuổi,  thực hiện  cắt 1/2 phần mỏ trên và 1/3 phần mỏ dưới. Cắt lại mỏ gà khi thấy hiện tượng mỏ gà đã quá dài hoặc mỏ phần trên và mỏ phần dưới có độ dài mất cân đối, cần phải cắt và sửa lại sao cho tương ứng với lần cắt mỏ trước. Nhiệt độ môi trường thích hợp nhất cho việc cắt mỏ gà là 21-27oC và không cắt mỏ gà khi trời nóng trên 30 độ C vì dễ kích thích chẩy máu; không thực hiện khi trời lạnh đưới 15 độ C vì sẽ gây đau cho gà khi uống nước lạnh.  